# Lucifotychus simplicis
Lucifotychus simplicis är en skalbaggsart som först beskrevs av Grigarick och Schuster 1962.  Lucifotychus simplicis ingår i släktet Lucifotychus och familjen kortvingar. Inga underarter finns listade i Catalogue of Life.